# David A. Bader
David A. Bader (nacido el 4 de mayo de 1969) es Catedrático Distinguido y Director del Instituto de Ciencia de Datos del Instituto Tecnológico de Nueva Jersey. Anteriormente, fue Presidente de la Escuela de Ingeniería y Ciencias Computacionales del Instituto Tecnológico de Georgia, donde también fue profesor fundador, y Director Ejecutivo de Computación de Alto Rendimiento de la Escuela de Computación de Georgia Tech. En 2007, fue nombrado primer director del Centro de Competencia Sony Toshiba IBM para el Procesador Celular en Georgia Tech.
Bader ha formado parte de la junta directiva de la Computing Research Association, del comité asesor sobre ciberinfraestructuras de la National Science Foundation y de la junta de gobernadores de la IEEE Computer Society. Es experto en el diseño y análisis de algoritmos paralelos y multinúcleo para aplicaciones del mundo real, como las de ciberseguridad y biología computacional. Sus principales áreas de investigación se encuentran en la intersección de la informática de alto rendimiento y las aplicaciones del mundo real, como la ciberseguridad, la analítica a gran escala y la genómica computacional. Bader construyó el primer superordenador Linux utilizando procesadores básicos y una red de interconexión de alta velocidad.
Bader es miembro del IEEE, miembro de AAAS, miembro de SIAM, y miembro de ACM . Ha ganado premios de IBM, Microsoft Research, Nvidia, Facebook,  Intel, Accenture, y Sony . Ha formado parte de numerosos comités de programas de conferencias relacionados con el procesamiento paralelo y ha editado numerosas revistas. En 2018, Bader fue reconocido como uno de los autores de mayor impacto en la historia de la Conferencia Internacional del IEEE sobre Computación, Datos y Análisis de Alto Rendimiento (HiPC).

## Primeros años y educación
Bader es hijo del profesor de química Morris Bader y de su esposa Karen. Es Eagle Scout de los Boy Scouts of America, rango que obtuvo en 1985. Bader se graduó en el Liberty High School de Bethlehem (Pensilvania) en 1987.
Se licenció en ingeniería informática en 1990 y obtuvo un máster en ingeniería eléctrica en 1991 de la Universidad de Lehigh en Bethlehem, Pensilvania. En 1996 se doctoró en la Universidad de Maryland, College Park. Mientras estudiaba en la UMD en 1992, Gerald Soffen, científico del proyecto para las misiones Viking a Marte, le otorgó a Bader una beca de investigación para estudiantes de posgrado de la NASA en el Centro de Vuelo Espacial Goddard .

## Carrera
Bader fue contratado como profesor adjunto y Regents' Lecturer en el departamento de ingeniería eléctrica e informática de la Universidad de Nuevo México (UNM) en 1998. En 2003, fue elegido presidente del comité técnico de procesamiento paralelo de la IEEE Computer Society. Bader permaneció en la UNM hasta 2005, cuando aceptó un puesto en la Facultad de Informática de Georgia Tech. Poco después de llegar a Georgia Tech, Bader comenzó a trabajar, junto con otros miembros de la facultad, para establecer una Escuela de Ciencias Computacionales e Ingeniería en Georgia Tech. Dos años más tarde, en 2007, estos esfuerzos dieron como resultado el establecimiento de la escuela como una unidad académica oficial, y Bader se convirtió en profesor titular en 2008 como uno de los profesores fundadores de la escuela.Richard M. Fujimoto fue nombrado primer catedrático de la escuela, y Bader fue nombrado posteriormente segundo catedrático de la escuela de CSE en julio de 2014. Desempeñó ese cargo hasta que expiró su mandato en junio de 2019.
Bader participó en varias asociaciones de investigación entre Georgia Tech y los sectores público y privado. En noviembre de 2006, Sony, Toshiba e IBM seleccionaron a Bader para dirigir el primer Centro de Competencia para el Procesador Celular. En 2010, Bader fue investigador principal en el proyecto Echelon de Nvidia, un premio DARPA de 25 millones de dólares a través del programa Ubiquitous High Performance Computing (UHPC). La colaboración de investigación de cuatro años con Nvidia abarcó trabajos para desarrollar nuevas tecnologías de GPU necesarias para construir la nueva clase de superordenadores a exaescala. Bader y su laboratorio volvieron a colaborar con Nvidia en abril de 2019 para desarrollar soluciones de análisis de datos para sus GPU.
En 2011, Bader empezó a trabajar con el Georgia Tech Research Institute en el proyecto Proactive Discovery of Insider Threats Using Graph Analysis and Learning (PRODIGAL). El 29 de julio de 2015, el presidente Barack Obama anunció la Iniciativa Nacional de Computación Estratégica (NSCI). Bader fue invitado por la Casa Blanca los días 20 y 21 de octubre de 2015 para participar como panelista en el Taller de la Iniciativa Nacional de Computación Estratégica (NSCI) de la Casa Blanca. A continuación, la Oficina de Política Científica y Tecnológica (OSTP) de la Casa Blanca invitó a Bader a participar como ponente en el Grupo de Trabajo Interinstitucional (IWG) de Computación de Alto Nivel (HEC) del NITRD y el Grupo Directivo Senior (SSG) de Big Data "Supercomputación y Big Data: From Collision to Convergence" Panel, en la 27ª Conferencia de Supercomputación IEEE y ACM (SC15) en Austin, Texas, el 18 de noviembre de 2015. El 29 de julio de 2016, Bader fue uno de los invitados al Taller de Aniversario de la Iniciativa Nacional de Computación Estratégica (NSCI) de la Casa Blanca. Bader también cofundó la Graph500 List en 2015 para la evaluación comparativa de plataformas informáticas de "Big Data".
Bader fue elegido miembro del IEEE en 2009. Fue redactor jefe de IEEE Transactions on Parallel and Distributed Systems (TPDS), de 2013 a 2017, y es redactor jefe asociado de Journal of Parallel and Distributed Computing (JPDC). Bader ha sido editor asociado de IEEE Transactions on Parallel and Distributed Systems, IEEE DSOnline, Parallel Computing y ACM Journal of Experimental Algorithmics, y ha publicado más de 250 artículos en revistas y conferencias revisadas por pares. En octubre de 2018, Bader fue nombrado editor jefe de ACM Transactions on Parallel Computing.
En julio de 2019, Bader se unió al Instituto de Tecnología de Nueva Jersey como Profesor Distinguido en la Facultad de Ciencias de la Computación Ying Wu y fue nombrado el primer director del nuevo Instituto de Ciencia de Datos de la escuela. El instituto combina los centros de investigación existentes en big data, informática médica y seguridad cibernética en NJIT y realiza investigaciones tanto básicas como aplicadas.  En mayo de 2020, Bader se unió al equipo de liderazgo del Northeast Big Data Innovation Hub patrocinado por NSF como presidente de su comité directivo inaugural del fondo semilla.
Bader fue el copresidente general de 2021 del Simposio internacional IEEE sobre cómputo paralelo y distribuido (IPDPS).

### Primera supercomputadora Linux
A Bader se le atribuye el desarrollo del primer superordenador Linux con componentes básicos. En 1998, mientras estudiaba en la Universidad de Nuevo México, Bader intentó construir un superordenador con Linux utilizando componentes de consumo y una red de interconexión de alta velocidad y baja latencia. El prototipo utilizaba un "AltaCluster" de Alta Technologies compuesto por ocho ordenadores Intel Pentium II duales a 333 MHz que ejecutaban un kernel Linux modificado. Bader adaptó una gran cantidad de software para que los componentes necesarios fueran compatibles con Linux, así como código de miembros de la National Computational Science Alliance (NCSA) para garantizar la interoperabilidad, ya que ninguno de ellos se había ejecutado antes en Linux. A partir del exitoso diseño del prototipo, dirigió el desarrollo de "RoadRunner", el primer superordenador Linux de uso abierto para la comunidad científica y de ingeniería nacional a través de la National Technology Grid de la National Science Foundation. RoadRunner entró en producción en abril de 1999. En el momento de su despliegue, estaba considerado uno de los 100 superordenadores más rápidos del mundo. Aunque antes del desarrollo del prototipo de Bader y de RoadRunner ya existían clusters basados en Linux que utilizaban componentes de consumo, como Beowulf, carecían de la escalabilidad, el ancho de banda y la capacidad de cálculo paralelo necesarios para ser considerados superordenadores "de verdad".
Poco después de que RoadRunner entrara en producción, Bader dirigió el diseño técnico de "LosLobos", el primer sistema Linux de producción construido por IBM. IBM convirtió el diseño de Bader en el primer clúster de servidores Linux preensamblado y preconfigurado del sector para empresas. En la actualidad, los 500 superordenadores más importantes del mundo son sistemas Linux HPC. Un estudio de Hyperion Research estima que el uso de estos superordenadores en el desarrollo de productos en las industrias automovilística, aeronáutica y farmacéutica ha generado un valor económico de más de 100 billones de dólares en 25 años. Steve Wallach, miembro de la Academia Nacional de Ingeniería (NAE) y galardonado con el Premio Seymour Cray de Ingeniería Informática, destacó que las contribuciones técnicas y el liderazgo de Bader son "uno de los fundamentos técnicos más significativos de la HPC". Larry Smarr, profesor emérito distinguido de la UC San Diego, director fundador del Centro Nacional de Aplicaciones de Supercomputación y miembro de la NAE, también citó las contribuciones tempranas y continuas de Bader al desarrollo de Linux HPC como de "enorme resonancia histórica".

## Premios y reconocimientos
- Premio NSF CARRERA[47]

2006
- Premio de la facultad de IBM por realizar contribuciones fundamentales al diseño y la optimización de bibliotecas científicas paralelas para procesadores multinúcleo.[48]

2007
- Premio del Decano de la Facultad de Computación de Georgia Tech[49]

2009
- Miembro del IEEE[7]

2010
- En junio de 2010, Intel apoyó la investigación de Bader sobre análisis gráfico con un premio de 3 años de la Oficina de Investigación Académica de Intel Labs para el programa de algoritmos paralelos para computación no numérica.[50]
- Miembro de Golden Core de la IEEE Computer Society[51]
- Premio al Servicio Meritorio de la IEEE Computer Society[52]

2011
- Miembro de la AAAS[53]
- InsideHPC "Estrella del rock de la informática de alto rendimiento" [54]

2012
- HPCWire "Gente a seguir" [55]
- El Departamento de Ingeniería Eléctrica e Informática de la Universidad de Maryland presentó a Bader como el primer receptor de su Premio al Alumno Distinguido.[56]

2013
- Premio al Servicio Sobresaliente del Comité Técnico de IEEE Computer Society sobre Procesamiento Paralelo[57]

2014
- Premio a la investigación de profesores superiores destacados de Georgia Tech College of Computing[49]
- HPCWire "Gente a seguir" [58]

2015
- Premio Accenture a la Innovación Abierta.[18]

2016
- Premio de la facultad de IBM en Big Data / Analytics por optimizar el análisis de gráficos para la computación cognitiva.[59]

2019
- Miembro SIAM[10]
- Premio de investigación de codiseño de hardware/software del sistema AI de Facebook para desarrollar "soluciones de inteligencia artificial de alto rendimiento para hardware de inteligencia artificial existente y futuro".[16]

2021
- ROI-NJ reconoció a Bader en su lista inaugural de personas influyentes en tecnología.[60]
- Premio Sidney Fernbach de la IEEE Computer Society "Por el desarrollo de ordenadores de producción masivamente paralelos basados en Linux y por contribuciones pioneras a algoritmos paralelos discretos escalables para aplicaciones del mundo real." [11]
- ACM Fellow "Por contribuciones a sistemas informáticos de alto rendimiento, análisis de gráficos y liderazgo técnico en informática paralela".[11]

2022
- Influencer de la tecnología ROI-NJ[61]
- Salón de la Fama de la Innovación, Escuela de Ingeniería A. James Clark de la Universidad de Maryland[62]